# Médaille de la Résistance
Eredeti nevén Médaille de la Résistance magyarul az ellenállás medáliája 1943. február 9-én Charles de Gaulle által alapított francia katonai kitüntetés. A francia alapítók szerint az alapítás célja az volt, hogy „ezzel a kitüntetéssel ismerjék el azokat, akik 1940. június 18. óta Franciaországban, az anyaországban és annak határain kívül, hitről és bátorságról tettek tanúbizonyságot, valamint részt vettek a francia ellenállásban az ellenség és azok cinkosainak a legyőzésében.”

## Története
A kitüntetést a második világháborúban a német megszállás idején a Szabad Francia Erők tagjai és a nagyvárosi titkos ellenállók közül 38 288 fő életében és 24 463 fő posztumusz kapta meg. A magasabb érdemek elismerésére is létrehoztak kitüntetést, melyet szűkebb körben adományoztak ez volt az Ordre de la Libération (Felszabadítási Érdemrend). Adományozások 1947. március 31-ig és Indokínában még ugyanebben az évben december 31-ig történtek. Az ellenállás medáliáját nem csak magánszemélyek, hanem 18 közösség és terület, 21 katonai egység, valamint 15 egyéb szervezet, kolostortok, iskolák és kórházak kapták meg.

## Kinézete
Az érem bronzból készült averz oldalán a Lorraine-kereszt és római számírással írt dátum a XVIII.VI.MCMXL (1940. június 18.) látható, mely De Gaullenak a BBC rádióállomáson közzétett híres felhívásának időpontja. A reverz oldalon egy az érme egész nagyságát kitöltő z formában meghajtott szalagsávon a "PATRIA NON IMMEMOR" (A Haza nem felejt) felirat látható. Az éremhez tartozó piros szalagot fekete sávok díszítik. A kitüntetés két fokozatból áll van tiszti fokozata is, mely kinézetében abban különbözik, hogy mind a szalagsávon és mind a szalagon rozettát alakítottak ki. A tiszti fokozatot 4253 személy kapta meg.

## Fordítás
- Ez a szócikk részben vagy egészben  a   Médaille de la Résistance című angol Wikipédia-szócikk ezen változatának fordításán alapul.  Az eredeti cikk szerkesztőit annak laptörténete sorolja fel. Ez a jelzés csupán a megfogalmazás eredetét és a szerzői jogokat jelzi, nem szolgál a cikkben szereplő információk forrásmegjelöléseként.